# Affixe
Pour les articles homonymes, voir Affixe (homonymie).
 (mars 2014).
Si vous disposez d'ouvrages ou d'articles de référence ou si vous connaissez des sites web de qualité traitant du thème abordé ici, merci de compléter l'article en donnant les références utiles à sa vérifiabilité et en les liant à la section « Notes et références ».
En morphologie, domaine de la linguistique, un affixe (du latin ad-fixus > affixus, « (qui est) fixé contre ») est un morphème en théorie lié qui s'adjoint au radical ou au lexème d'un mot.
Des affixes peuvent se lexicaliser et donc devenir des morphèmes libres : c'est par exemple le cas pour le préfixe ex- dans une expression comme mon ex, à savoir mon ex-mari / -petit ami, etc.

## Définition
Selon la norme ISO 4:1997, un affixe est un « morphème, à l'exclusion des radicaux et des désinences, qui se fixe au début ou à la fin d'un radical pour en modifier le sens ou la catégorie lexicale ou grammaticale ».
Cette norme distingue le préfixe, « affixe qui précède un radical ou un autre préfixe », du suffixe, « affixe qui suit un radical ou un autre suffixe ».
Les affixes sont principalement de deux natures : les affixes grammaticaux et flexionnels et les affixes de dérivation.

## Affixes grammaticaux et flexionnels
Les affixes grammaticaux et flexionnels donnent naissance non à un nouveau lemme mais à une autre forme d'un même radical.

### Affixes agglutinants
Les affixes agglutinants dénotent un seul trait grammatical :
- japonais 私 watashi « je » / 私たち watashi-tachi « je [pluriel] → nous »,
- chinois 我 wǒ « je » / 我們 wǒ-men « je [pluriel] → nous »,
- turc ev « maison » / ev-ler « maison [pluriel] → maisons »...

### Désinences
Les désinences peuvent dénoter plusieurs traits grammaticaux :
- grec λόγ-ος lógos « parole » [désinence nominale du nominatif masculin singulier],
- latin fec-erunt « ils firent » [désinence verbale de troisième personne du pluriel du parfait de l'indicatif]...

### Affixes de classe
Les affixes de classe dénotent des traits sémantiques et grammaticaux :
- en tonga (langue bantoue) bu-Tonga « les Tongas » [préfixe pluriel de la classe des ensembles de personnes]...

## Affixes de dérivation
Les affixes de dérivation permettent de former, à partir d'un même radical, de nouveaux lemmes :

### Affixes sémantiques
Les affixes sémantiques permettent la création de mots dérivés de sens différent. Par exemple, en français :
- dé-faire (préfixe privatif : indique le contraire du signifié du radical),
- re-faire (préfixe fréquentatif : répétition),
- par-faire (préfixe perfectif : indique que l'action est entièrement accomplie),
- mé-faire (préfixe péjoratif : modifie négativement le signifié du radical),
- jaun-asse (suffixe péjoratif).

### Affixes lexicaux
Les affixes lexicaux permettent de former des dérivés de classe lexicale ou de genre différents, par exemple. En latin (les désinences sont indiquées entre parenthèses) :
- pugn-u-(s) « poing » (nom),
- pugn-a « combat à coup de poing »,
- pugn-are « combattre au coup de poing > combattre » (verbe),
- pugn-tu(m) > punc-tu(m) (participe passé passif) « ce qui est piqué > piqûre »,
- pugn-ac(s) > pugn-ax « ardent à la lutte aux poings > belliqueux » (adjectif).

## Emplacement
Selon leur place par rapport au radical, les affixes se subdivisent en plusieurs types :
- préfixes (latin præ-fixus, « fixé devant »), placés avant le radical : français pré-paration ;
- suffixes (latin sub-fixus > suffixus, « fixé derrière »), placés après : latin figur-are,
- infixes (latin in-fixus, « fixé dans ») s'insèrent à l'intérieur du radical : grec λαμϐάνω « je prends » (racine λαϐ- avec un suffixe -άνω inchoatif, indiquant que l'action commence, et un infixe inchoatif -μ- ; à l'aoriste, sorte de passé simple, les affixes inchoatifs disparaissent : ἔ-λαϐ-ον « j'ai pris »),
- interfixes (latin inter-fixus, « fixé entre ») : s'insèrent entre deux morphèmes sans apport sémantique : français sauv-et-age
- circonfixes (ou confixes, du latin circum-fixus, « fixé autour ») : affixes se plaçant autour d'un radical, comme on en rencontre en français dans la parasynthèse (ainsi, le circonfixe em-...-r transforme les noms « barque » et « manche » en les verbes « embarquer » et « emmancher »). De même en allemand dans le participe passé passif des verbes faibles construit avec le circonfixe ge-...-t ; ainsi hab-en « avoir » fait ge-hab-t (il est aussi possible de considérer que ge- est un augment). De même, en indonésien et dans bon nombre d'autres langues austronésiennes, il existe plusieurs circonfixes, comme per-...-an (marquant, entre autres, le résultat nominal d'un procès-verbal) : janji « promettre » donne per-janji-an « promesse ». Les langues tchoukotko-kamtchatkiennes comme le koriak font également usage de circonfixes.

Les affixes peuvent s'ajouter les uns aux autres ; un mot comme anticonstitutionnellement, par exemple, s'analyse grossièrement ainsi :
| Préfixes | Préfixes | Radical | Suffixes | Suffixes | Suffixes | Suffixes | Suffixes |
| -------- | -------- | ------- | -------- | -------- | -------- | -------- | -------- |
| anti-    | con-     | -sti-   | -tu      | -tion    | -nelle   | -ment    |          |

D'autre part, le jeu de l'évolution phonétique fait parfois que le locuteur profane ne peut distinguer les morphèmes d'un mot donné : dans le verbe pondre, par exemple, po- représente un ancien préfixe que, déjà en latin (dans ponere), les locuteurs ne savaient pas reconnaître comme tel. De fait, n'étant plus productif en latin, il ne l'est pas plus en français.
Il existe d'autres types de placements qui ne concernent plus vraiment une vision morphématique de la question mais considèrent que la flexion interne fait aussi partie des affixes :
- simulfixes (simul : « en même temps ») : des phonèmes sont modifiés mais l'apparence globale du terme est conservée. Il peut s'agir d'une flexion interne, du type arabe سُلْطاَن sulṭān « sultan » / سَلاَطِين salāṭīn « sultans », maltais raġel « homme » / irġiel « hommes », ou encore breton dant « dent » / dent « dents ». Le suffixe -er du mandarin s'apparente à un simulfixe par rétroflexion : 錯 cuò [t͡sʰʷo] « être dans l'erreur » / 錯兒 cuòr [t͡sʰʷo˞] « erreur », anglais goose [guːs] « oie »/geese [giːs] « oies », allemand vater [faːtəʁ, faːtɐ] « père »/väter [fɛːtəʁ, feːtɐ]« pères » ;
- suprafixes (supra : « au-delà ») : c'est un trait suprasegmental du signifié qui est modifié, comme dans l'anglais recórd [ɹɪ'kɔːd] « enregistrer » / récord ['ɹekɔːd] « enregistrement », en mandarin 好 hǎo « être bon » / 好 hào « trouver bon » ou encore en sanskrit यम् yam [jɐm] « qui (accusatif masculin) » / याम् yām [jaːm] « qui (accusatif féminin) » (dans ce dernier exemple, considérer que le passage de a à ā est la marque d'un suprafixe est contestable).

## Affixes séparables et tmèse
Dans certaines langues, les affixes peuvent être reliés étymologiquement à des morphèmes autonomes comme des prépositions, c'est-à-dire étymologiquement des adverbes. C'est le cas dans nombre de langues indo-européennes. De sorte, il est parfois possible de leur rendre leur fonctionnement autonome en les séparant du radical : on parle alors d'une tmèse (du grec τμῆσις / tmêsis, « coupure ») qui est à ne pas confondre avec la figure de style du même nom et qui s'apparente à l'hyperbate. En grec ancien, la tmèse est assez rare et se limite surtout à des états anciens de la langue, lorsque la distinction entre affixe et adverbe n'était pas encore nette. Ainsi, chez Sappho :
Ἔσπερε [...] φέρεις ἄπυ μάτερι παῖδα
« Étoile vespérale, tu ramènes l'enfant à sa mère ».
L'auteur utilise φέρεις... ἄπυ au lieu d'ἀπύφερεις. Le préfixe ἀπύ-, « (de) loin », est séparé du thème verbal φέρεις, « tu transportes », et redevient grammaticalement, mais non sémantiquement, une préposition autonome. Un contresens ferait traduire par « tu mènes l'enfant loin de (ἀπύ-) la mère », en considérant que ἄπυ est une préposition ayant pour régime μάτερι, « (à) la mère » ; on aurait dans ce cas ἀπὺ μάτερι, « loin de sa mère » (noter la différence d'accentuation). Il faut donc faire de ἀπύ- un préfixe détaché du radical pour obtenir le sens, plus convaincant dans le reste de la phrase, d'ἀπυφέρεις, c'est-à-dire « tu ramènes (de loin) ». Les tmèses sont aussi fréquentes chez Homère : τίθει... πάρα, au lieu de παρατίθει, « il place à côté, il offre ».
Ce cas de figure est cependant régulier dans certaines langues germaniques comme l'allemand où les « particules séparables » sont plus nombreuses que les inséparables (liste fermée : be-, emp-, ent-, er-, ge-, miss-, ver- et zer-). La position du préfixe, collé au verbe ou séparé, est régie par des règles strictes : an-ziehen « serrer » mais sie zieht die Schraube an « elle serre la vis », par opposition à er-schlagen « tuer » / Kain erschlägt Abel « Caïn tue Abel ».
La mobilité relative du préfixe dans certaines langues indo-européennes est un reliquat lointain d'une langue, l'indo-européen commun, dans laquelle les prépositions et les préfixes étaient d'anciens adverbes, même les préfixes mobiles en l'allemand (umfáhren « contourner (avec un véhicule) » [er umfährt den Baum synonyme à er fährt um den Baum « il contourne l'arbre », part. : umfahren] par opposition à úmfahren « renverser (avec un véhicule)» [er fährt den Baum um « il renverse l'arbre », part. : umgefahren]).
Poussé plus loin, le raisonnement permet de penser que les désinences flexionnelles elles aussi sont issues d'anciennes formes autonomes, ce que des langues très anciennes comme le grec d'Homère et le sanskrit du Rig Veda confirment en partie. Ainsi, la différence principale qui existe entre les langues agglutinantes et les langues flexionnelles — à savoir l'identité du radical, le non-syncrétisme des affixes et leur capacité à ne pas saturer directement un radical (c'est-à-dire la possibilité de s'agglutiner les uns aux autres) — se trouve réduite si l'on considère que l'existence de langues flexionnelles est peut-être le résultat de l'évolution d'états plus anciens, qui rejoignent le type agglutinant. Certaines désinences reconstruites de l'indo-européen montrent en effet des liens implicites avec d'autres types de suffixes : c'est le cas pour le celui de formation de mots féminins que l'on écrit *-ih2 (on lit « /i/ laryngale 2 ») et qui donne en grec des noms principalement féminins en -ια /ia/, équivalents aux noms latins surtout féminins en -ia et en sanskrit aux noms féminins en -ī (résultat phonétique attendu de *-ih2). Ce suffixe devient dans les langues en question une désinence, celle de nominatif singulier féminin (sauf pour quelques cas). Étymologiquement, ce n'est qu'un suffixe de formation de noms dérivés d'un masculin indiquant la possession. 

## Morphème zéro
En morphologie, un morphème zéro est un morphème qui n'a pas de réalisation phonologique. En termes plus simples, un morphème zéro est un affixe « invisible ». Le morphème zéro est représenté avec l'ensemble vide ∅. Ce concept est utile pour l'analyse, car on peut contraster les morphèmes zéros avec des alternatives ayant une réalisation phonologique. Même si les morphèmes zéros ne peuvent pas être prononcés, ils remplissent toujours la fonction de morphème en fournissant des informations  sémantiques où ils peuvent jouer un rôle grammatical pour le mot.
Un morphème zéro est un morphème qui est marqué par un silence au lieu d'un son ou un groupe de sons qui portent une signification. Par exemple, de nombreux exemples de morphèmes en français sont réalisés phonologiquement. Par exemple, considérons le morphème (–ons) en français, qui indique la première personne du pluriel au présent indicatif. C'est-à-dire le morphème (-ons) est un suffixe en français qui rattache au radical d’un verbe au présent quand le sujet d’un verbe est la première personne du pluriel (nous).
- Nous chant – ons

- Nous finiss – ons

Dans ces cas, on peut voir clairement une forme morphologique, que l’on rattache au radical et qui est prononcée par les locuteurs.  
Cependant, si l’on considère un mot anglais comme « sheep » on verra que le pluriel de ce mot sera toujours « sheep » et jamais « sheeps ». Le mot « sheep » (sheep + Ø = sheep) s’attache à un morphème pluriel zéro, qui change le sens mais n’est pas exprimé phonologiquement. Cela signifie que même si la prononciation n’altère pas après l'ajout de ce morphème à la racine, le morphème zéro change sa signification au pluriel. L'environnement  syntaxique et le contexte sont les seuls moyens d'obtenir l'interprétation du pluriel pour ces types de mots.
La même chose est vraie pour les morphèmes comme -e, -es, -ent, qui sont souvent employés dans la conjugaison des verbes réguliers du premier groupe au présent indicatif. Le morphème -e est un suffixe flexionnel en français qui s'attache au radical d’un verbe au présent indicatif afin d’indiquer que le sujet d’un verbe est la première personne du singulier, -es est un suffixe en français qui s'attache au radical d’un verbe au présent indicatif pour marquer que le sujet d’un verbe est la deuxième personne du singulier et -ent est un suffixe en français qui s'attache au radical d’un verbe au présent indicatif pour marquer que le sujet d’un verbe est la troisième personne du pluriel. Ces morphèmes n’ont aucune réalisation phonologique même s’ils ajoutent des informations grammaticales. Par exemple, les conjugaisons « mange, manges et mangent » sont toutes prononcés de la même façon [mɑ̃ʒ]. Selon Henriette Gezundhajt, « Lorsque les distinctions de catégories de genre, de nombre, de temps, d'aspect ou de mode ne sont pas marquées par un morphème spécifique, on parle de morphème Ø (morphème zéro) à condition que ce morphème soit perçu comme opposé à des marques possibles sur le même axe paradigmatique. ». Elle ajoute, « Dans mange à l'impératif, le morphème Ø de la terminaison verbale s'oppose sur un axe paradigmatique au morphème marqué ⟨ons⟩ de la forme au pluriel mangeons. ». Donc, comme le mot anglais « sheep » l’environnement syntaxique et le contexte sont les seuls moyens de distinguer à l’oral entre ces trois conjugaisons.
L'existence d'un morphème zéro dans un mot peut également être théorisée par opposition à d'autres formes du même mot montrant des morphèmes alternatifs. Par exemple, le nombre singulier de noms en français est souvent indiqué par un morphème zéro qui contraste avec le morphème pluriel -s.
- chat = chat + -∅ = RACINE ("chat") + SINGULIER

- chats = chat + -s = RACINE ("chat") + PLURIEL

En outre, le genre d'un nom en français est souvent indiqué par un morphème zéro qui contraste avec le morphème feminin -e.
- avocat = avocat + -∅ = un avocat (masculin)

- avocate = avocat + -e = une avocate (féminin)